# Puchar Azji w Piłce Nożnej 1964
Puchar Azji 1964 odbył się w maju 1964 roku w Izraelu.

## Stadiony
Turniej finałowy rozegrany został na czterech obiektach:
| Ramat Gan         | Hajfa                  | Tel Awiw-Jafa      | Jerozolima                        |
| ----------------- | ---------------------- | ------------------ | --------------------------------- |
| Stadion Ramat Gan | Kiryat Eliezer Stadium | Stadion Bloomfield | Stadion Uniwersytetu Hebrajskiego |
| Pojemność: 41,583 | Pojemność: 14,002      | Pojemność: 17,500  | Pojemność: 10,000                 |
|                   |                        |                    |                                   |

## Eliminacje
- Izrael miał zapewniony awans jako gospodarz turnieju.
- Korea Płd. miała zapewniony awans jako obrońca tytułu.
- Indie zakwalifikowały się bez gry (początkowo miała grać z  Iranem,  Pakistanem i kilkoma innymi drużynami, jednak te nie chciały grać w tym kraju z powodów politycznych. W ten sposób Indie dostały automatycznie wolne miejsce w turnieju).

### Grupa 1 (mecze wWietnamie Południowym)
| Lp. | Zespół             | Mecze | Z | R | P | Bramki | Pkt. |
| --- | ------------------ | ----- | - | - | - | ------ | ---- |
| 1   | Hongkong           | 3     | 2 | 1 | 0 | 11:7   | 5    |
| 2   | Wietnam południowy | 3     | 2 | 0 | 1 | 9:7    | 4    |
| 3   | Malezja            | 3     | 1 | 0 | 2 | 9:10   | 2    |
| 4   | Tajlandia          | 3     | 0 | 1 | 2 | 4:9    | 1    |

7 grudnia 1963  Hongkong 3-3  Tajlandia
7 grudnia 1963  Wietnam Południowy 5-3  Malezja
11 grudnia 1963  Malezja 3-1  Tajlandia
11 grudnia 1963  Wietnam Południowy 1-4  Hongkong
14 grudnia 1963  Hongkong 4-3  Malezja
14 grudnia 1963  Wietnam Południowy 3-0  Tajlandia

## Turniej finałowy
| Lp. | Zespół     | Mecze | Z | R | P | Bramki | Pkt. |
| --- | ---------- | ----- | - | - | - | ------ | ---- |
| 1   | Izrael     | 3     | 3 | 0 | 0 | 5:1    | 6    |
| 2   | Indie      | 3     | 2 | 0 | 1 | 5:3    | 4    |
| 3   | Korea Płd. | 3     | 1 | 0 | 2 | 2:4    | 2    |
| 4   | Hongkong   | 3     | 0 | 0 | 3 | 1:5    | 0    |

| Korea Płd. | 0 – 2 | Indie    |  |
| Hongkong   | 0 – 1 | Izrael   |  |
| Indie      | 0 – 2 | Izrael   |  |
| Korea Płd. | 1 – 0 | Hongkong |  |
| Indie      | 3 – 1 | Hongkong |  |
| Korea Płd. | 1 – 2 | Izrael   |  |